# Nasiedle

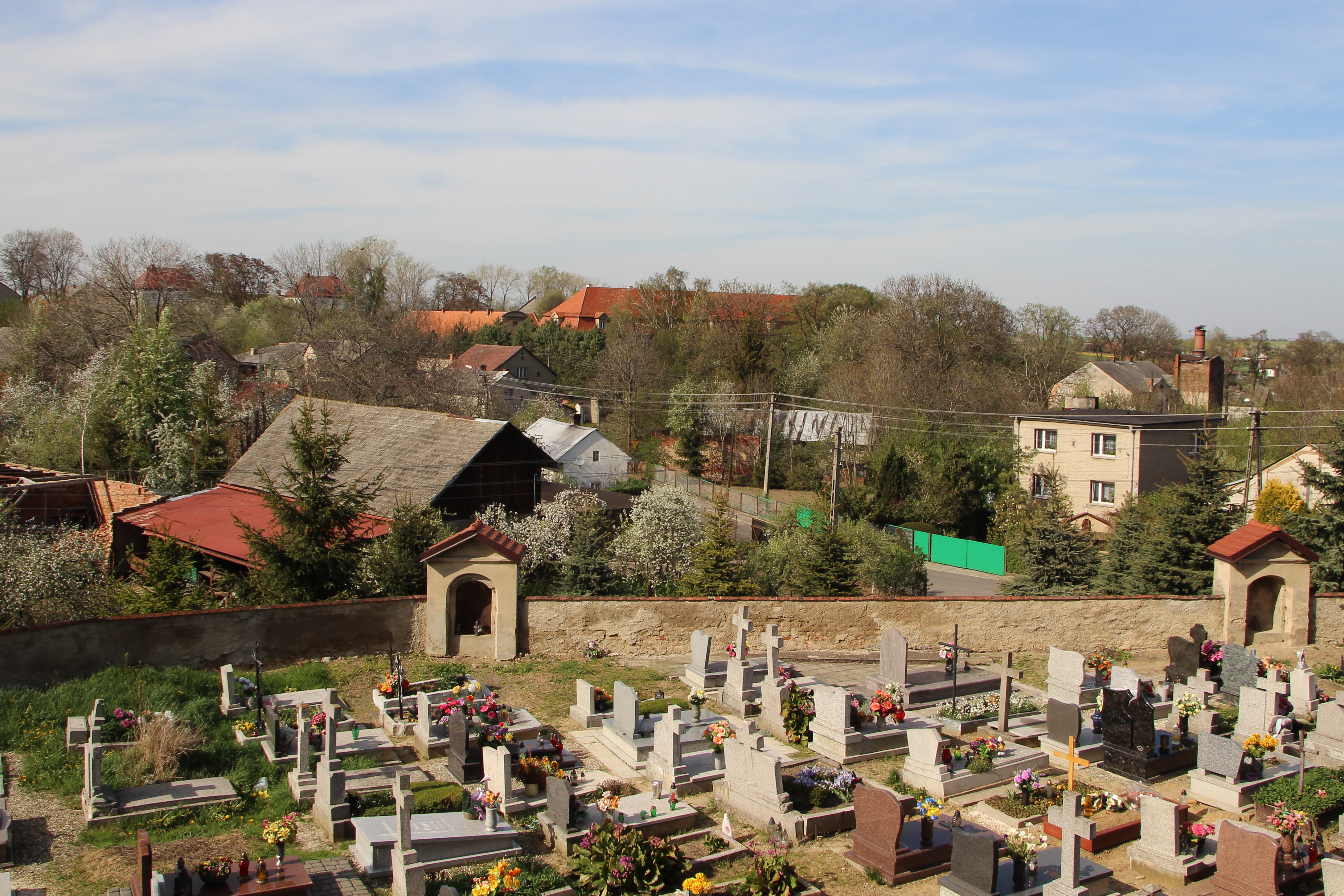
Blick über den Ort

Nasiedle (deutsch: Nassiedel, auch Nassidl, tschechisch Násile, auch Násidle) ist ein Ort in Stadt- und Landgemeinde Kietrz (Katscher) im Powiat Głubczycki der Woiwodschaft Oppeln in Polen.

## Geographie
Das Angerdorf Nasiedle liegt im Süden des Leobschützer Landes, in der Nähe der Grenze zu Tschechien, die sechs Kilometer südlich verläuft. Es liegt zwölf Kilometer südöstlich von Kietrz, 20 Kilometer südlich von Głubczyce (Leobschütz) und 84 Kilometer südlich von Opole (Oppeln).
Nachbarorte von Nasiedle sind Chróścielów (Krastillau) und Gniewkowice (Annahof) im Nordosten, Lubotyń (Liptin) im Osten, Ludmierzyce (Leimerwitz) im Süden, Gródczany (Hratschein) im Südwesten, Niekazanice (Osterwitz) im Westen und  Wódka (Hochkretscham) im Nordwesten.

## Geschichte

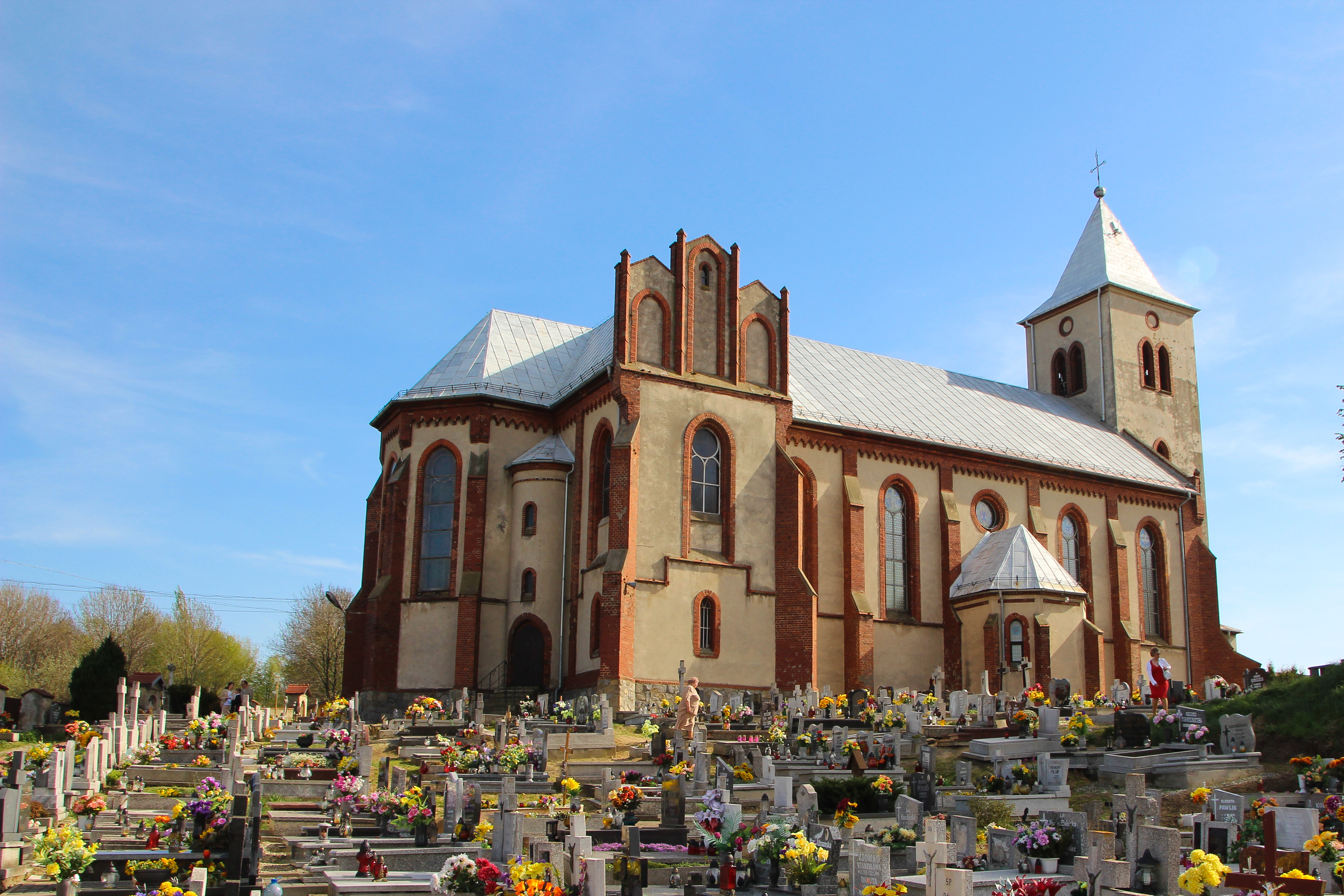
Kirche St. Jakobus der Ältere

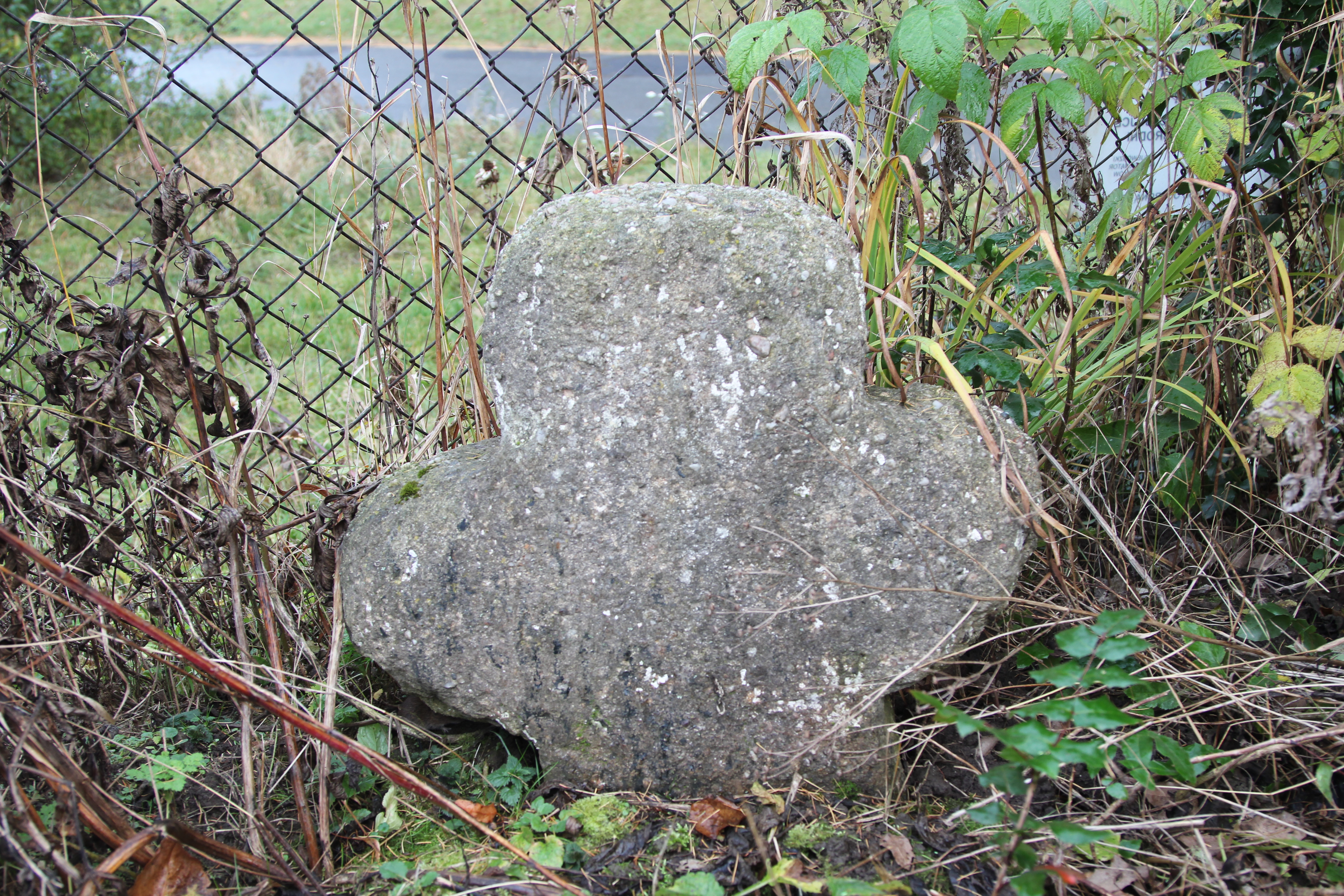
Sühnekreuz aus dem 14. Jahrhundert

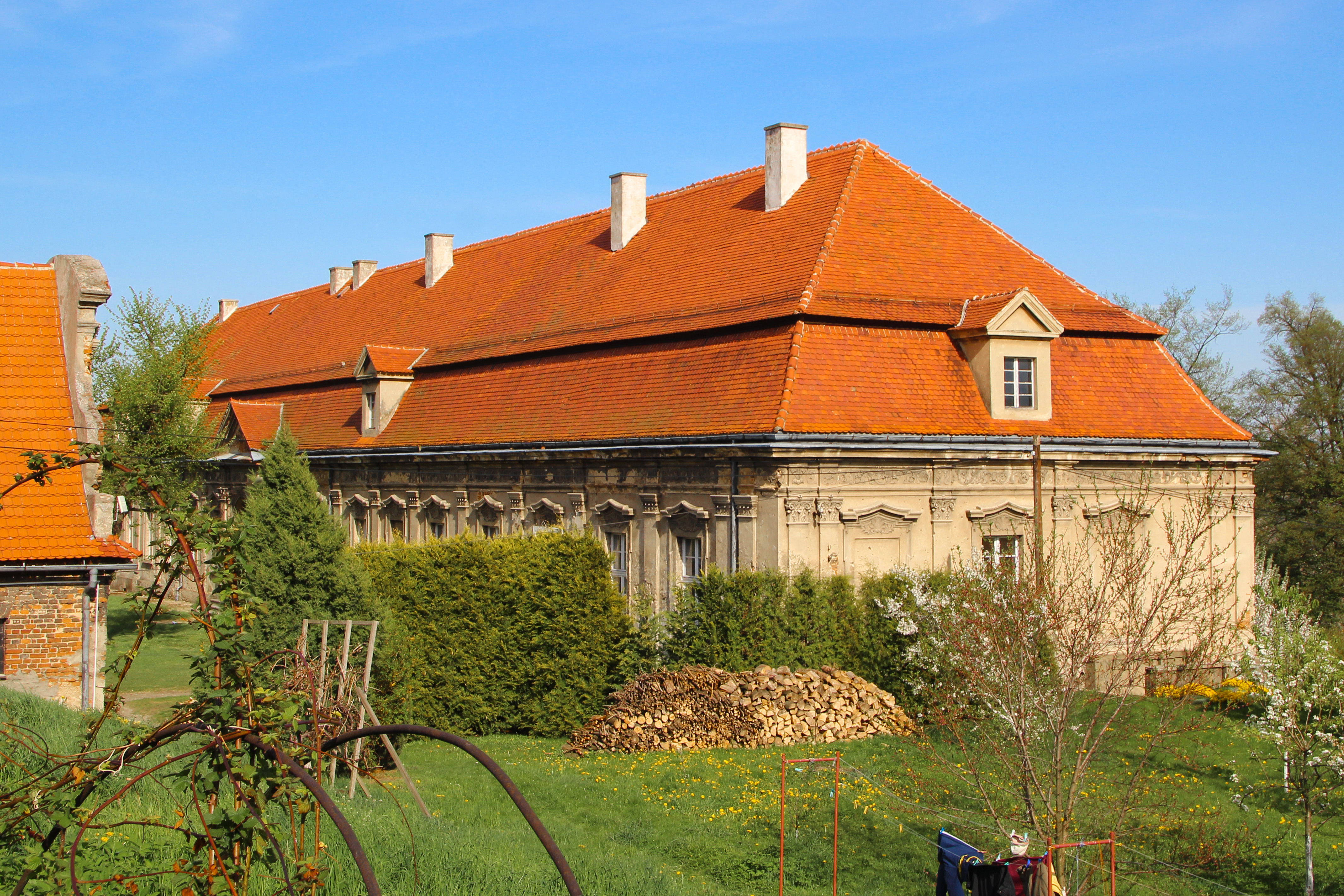
Schloss Nassiedel

Das Gebiet um Nassiedel gehörte ursprünglich zum Troppauer Land. Es liegt rechts der Zinna, die seit dem Pfingstfrieden von Glatz 1137 zum Grenzfluss zwischen Mähren und Schlesien bestimmt wurde, wobei das rechte Ufer die mährische Seite bildete. Es wurde vermutlich in der ersten Hälfte des 13. Jahrhunderts gegründet und 1253 erstmals als Nasile erwähnt.  Für dieses Jahr ist der mährische Ritter Andreas belegt, der seine Veste Násile auf Seiten des böhmischen Königs Ottokar II. Přemysl vor den Einfällen des ungarischen Königs Béla IV. und dessen polnischen und galizischen Verbündeten verteidigte. Für das Jahr 1260 ist die Existenz einer Pfarrkirche belegt. 1318 gelangte es an das neu gegründete Herzogtum Troppau, mit dem es bis 1742 verbunden blieb. Vor 1441 war es im Besitz des Heinrich Košíř von Leitersdorf (Litultovice) und Nassiedel (Jindřich Košíř z Litultovic a Násilé). Nachdem dessen Witwe Anna von Potnštejn 1441 den Troppauer Landeshauptmann Bernhard Birka (Bernard Bírka) geheiratet hatte, gelangte Nassiedel an diesen. Er nahm das Prädikat „von Birka und Nassiedel/Nassidl“ (Bírka z Násile, manchmal auch Bírka z Násidle) an, das auch seine Nachkommen benutzten und errichtete an der Stelle der ehemaligen Veste ein Schloss. 1594 gelangte Nassiedel an das Adelsgeschlecht Würben und 1650 an die Sedlnitzky von Choltitz. 1730 ließ Anton Josef von Seldnicky an der Stelle des Schlosses aus dem 15. Jahrhundert ein Barockschloss errichten.
1742 fiel Nassiedel als Folge des Ersten Schlesischen Kriegs zusammen mit fast ganz Schlesien an Preußen. Da die Grenze zu Österreichisch-Schlesien südlich von Nassiedel verlief, wurden die wirtschaftlichen und kulturellen Verbindungen dorthin eingeschränkt. Kirchlich gehörte Nassiedel weiterhin zum Bistum Olmütz, wobei der an Preußen gefallene Teil des Bistums vom 1742 gegründeten Kommissariat Katscher verwaltet wurde. Ab 1750 ist die Existenz einer Pfarrschule belegt.
Nach der Neugliederung Preußens gehörte Nassiedel ab 1815 zur Provinz Schlesien und war ab 1818 dem Landkreis Leobschütz eingegliedert, mit dem es bis 1945 verbunden blieb. 1839 gelangte Nassiedel durch Heirat der Gräfin Karoline von Seldnicky mit Eduard von Oppersdorf an die Grafen Oppersdorf auf Oberglogau. Ab 1874 bildete die Landgemeinde Nassiedel den gleichnamigen Amtsbezirk, der aus den Landgemeinden Krastillau und Nassiedel sowie den gleichnamigen Gutsbezirken bestand. 1909 erhielt Nassiedel Anschluss an der Bahnstrecke von Bauerwitz nach Troppau. 1920 erwarb der Rybniker Industrielle Urban Ibron das Schloss Nassiedel mit einem Teil des Grundbesitzes. In der Volksabstimmung in Oberschlesien am 20. März 1921 entschieden sich sämtliche Wähler von Nassiedel für den Verbleib bei Deutschland und somit gegen eine Abtretung an Polen. 1933 zählte der Ort 1198 sowie 1939 1191 Einwohner.
Bei Kriegsende 1945 erlitt Nassiedel umfangreiche Schäden. Als Folge des Zweiten Weltkrieges fiel es 1945 an Polen und wurde in Nasiedle umbenannt. Die deutsche Bevölkerung wurde weitgehend vertrieben. Ebenso der Schlossbesitzer Urban Ibron, der enteignet wurde. Die neu angesiedelten Bewohner waren teilweise Zwangsumgesiedelte aus Ostpolen, das an die Sowjetunion gefallen war. 1950 wurde Nasiedle der Woiwodschaft Oppeln zugeteilt. Zusammen mit dem Kommissariat Katscher wurde Nasiedle 1972 mit einer Apostolischen Konstitution des Papstes Paul VI. vom Erzbistum Olmütz in das Erzbistum Breslau eingegliedert. 1999 wurde der Ort Teil des wiedergegründeten Powiat Głubczycki.

## Sehenswürdigkeiten
- Das Schloss Nasiedle (Pałac w Nasiedlu) wurde 1730 im Auftrag des Anton Josef von Seldnicky errichtet. Der eingeschossige Schlossbau mit einem langstreckten rechteckigen Grundriss besitzt ein Mansardendach mit neun Lukarnen. Die barocke Fassadengestaltung wurde 1930 rekonstruiert. Das Schloss steht seit 1961 unter Denkmalschutz.[7]
- Die römisch-katholische Kirche St. Jakobus der Ältere (Kościół św. Jakuba Starszego) wurde 1260 erstmals erwähnt und diente während der Reformation als evangelisches Gotteshaus. 1640 wurde sie den Katholiken zurückgegeben und 1718 unter Julius von Seldnicky renoviert. Als Stiftung der Gräfin Benigna Justine von Seldnicky entstand 1737 die dem böhmischen Landesheiligen Johannes von Nepomuk geweihte Seitenkapelle. Die Gemälde der hll. Anna und Barbara in den Seitenaltären schuf 1788 der Wiener in Wagstadt geborene Felix Ivo Leicher. 1883 bis 1889 wurde die Kirche umgebaut. Die bei Kriegsende 1945 entstandenen Schäden wurden bis 1952 behoben.
- Sühnekreuz
- Nepomukstatue
- Steinerne Wegekapelle im klassizistischen Stil
- Steinerne Wegekapelle aus Backstein
- Steinerne Wegekapelle mit Marienaltar
- Gedenkstein für die Verstorbenen Dorfbewohner von 1946
- Steinernes Wegekreuz – ehemaliges Gefallenendenkmal
- Marienstatue
- Empfangsgebäude des ehemaligen Bahnhofs

## Vereine
- Freiwillige Feuerwehr OSP Nasiedle

## Söhne und Töchter des Ortes
- Johann Joseph Franz Maximilian von Brixen (1763–1836), preußischer Generalmajor
- Carl Johann Herber (1788–1853), katholischer Theologe

## Persönlichkeiten, dir vor Ort wirkten
- Augustin Kaluža (1776–1836), tschechischer Gymnasiallehrer und Naturforscher, verstarb in Nassiedel
- Hermann Richtarsky (1857–1944), deutscher Landwirt und Politiker, Bewirtschafter des Guts Nassiedel